# Calendari juche

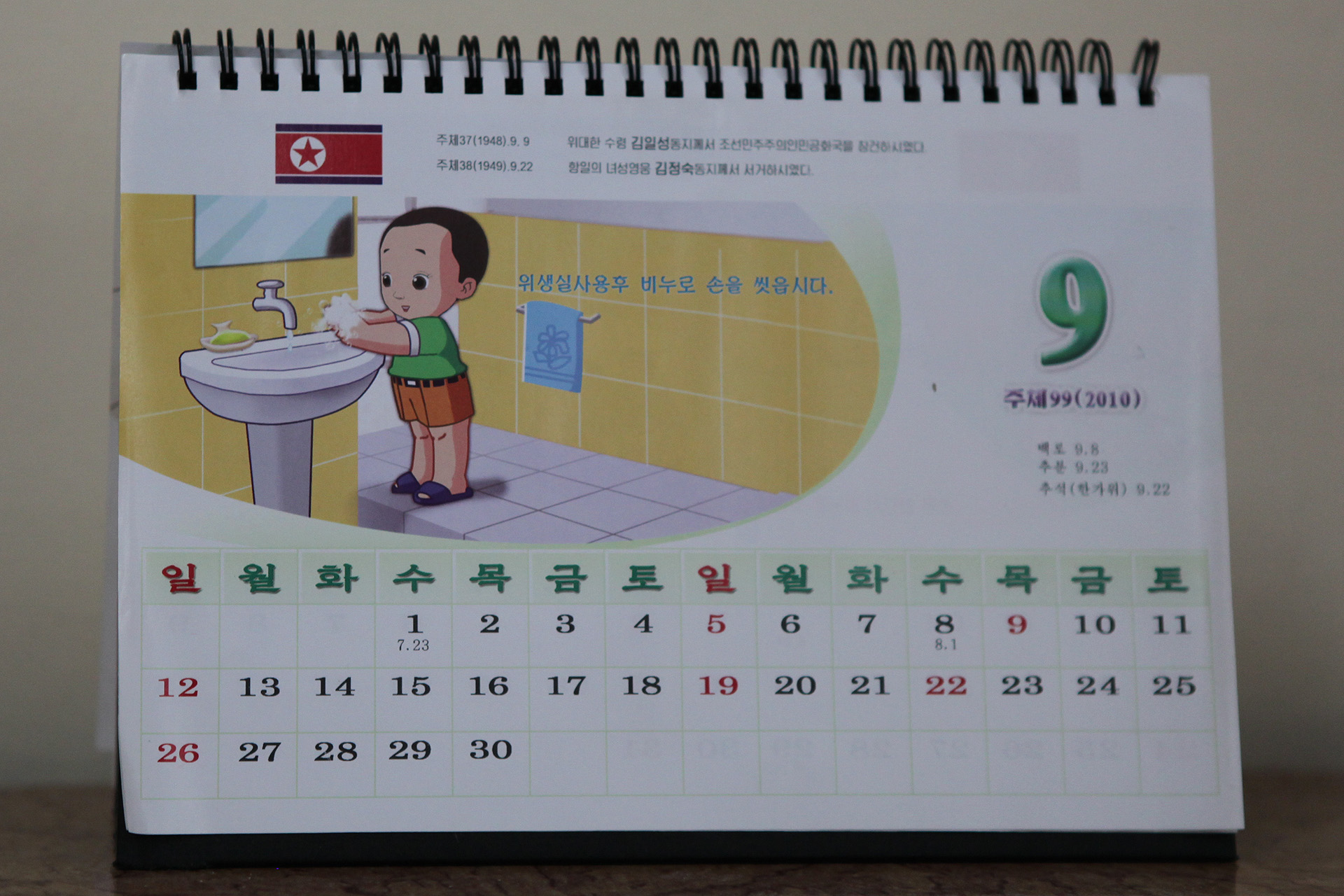
Calendari escolar amb la data segons el calendari Juche (en parèntesi, la data segons el calendari cristià).

El calendari de la República Popular Democràtica de Corea, el calendari de la RDPK o el calendari Juche (pronunciació coreana: [tɕut ]e]), batejat amb el nom de la ideologia juche, és el sistema de numeració per any utilitzat a la República Popular Democràtica de Corea. El calendari pren com a data de partida l'any de naixement de Kim-Il-sung, el 1912. Adoptat oficialment el 1997, tres anys després de la seva mort, sembla que deixà de tenir vigència a les darreries del 2024, moment en què s'adoptà novament el calendari gregorià.

## Història
El calendari pren prestats elements dels dos calendaris històrics emprats a Corea, el sistema tradicional de noms de l'època coreana i el calendari gregorià en què els anys estan lligats al naixement tradicional de Jesús. En contraposició a aquests dos, el calendari Juche comença amb el naixement del fundador de la República Popular Democràtica, Kim Il-sung.
El decret sobre el calendari Juche es va adoptar el 8 de juliol de 1997, en el tercer aniversari de la mort de Kim Il-sung. El mateix decret també designava l'aniversari del naixement de Kim Il-sung com el Dia del Sol. L'any de naixement de Kim Il-sung, el 1912 al calendari gregorià, es va convertir en «Juche 1» al calendari nord-coreà; així, l'any 2011 és «Juche 100», etc. Això es va fer com un mitjà per avançar en el culte a la personalitat de Kim Il-sung.
El calendari es va començar a implementar el 9 de setembre de 1997, dia de la Fundació de la República. En aquesta data, els diaris, les agències de notícies, les estacions de ràdio, el transport públic i els certificats de naixement van començar a utilitzar els anys d'acord amb el calendari Juche.

## Ús
L'any 1912 és «Juche 1» al calendari nord-coreà. No hi ha anys abans de «Juche 1», i per als anys abans de 1912 s'empren les dates segons el calendari cristià. Els intervals d'anys que comencen abans de 1912 i que s'acaben després es donen només en números de calendari cristià. Els altres anys posteriors a 1912 s'usen només els anys juche, o també els anys juche i la data cristiana entre parèntesis. En els documents emprats en les relacions amb països estrangers, «l'era Juche i l'era cristiana es poden utilitzar sobre els principis d'independència, igualtat i reciprocitat».